# Kaletnictwo

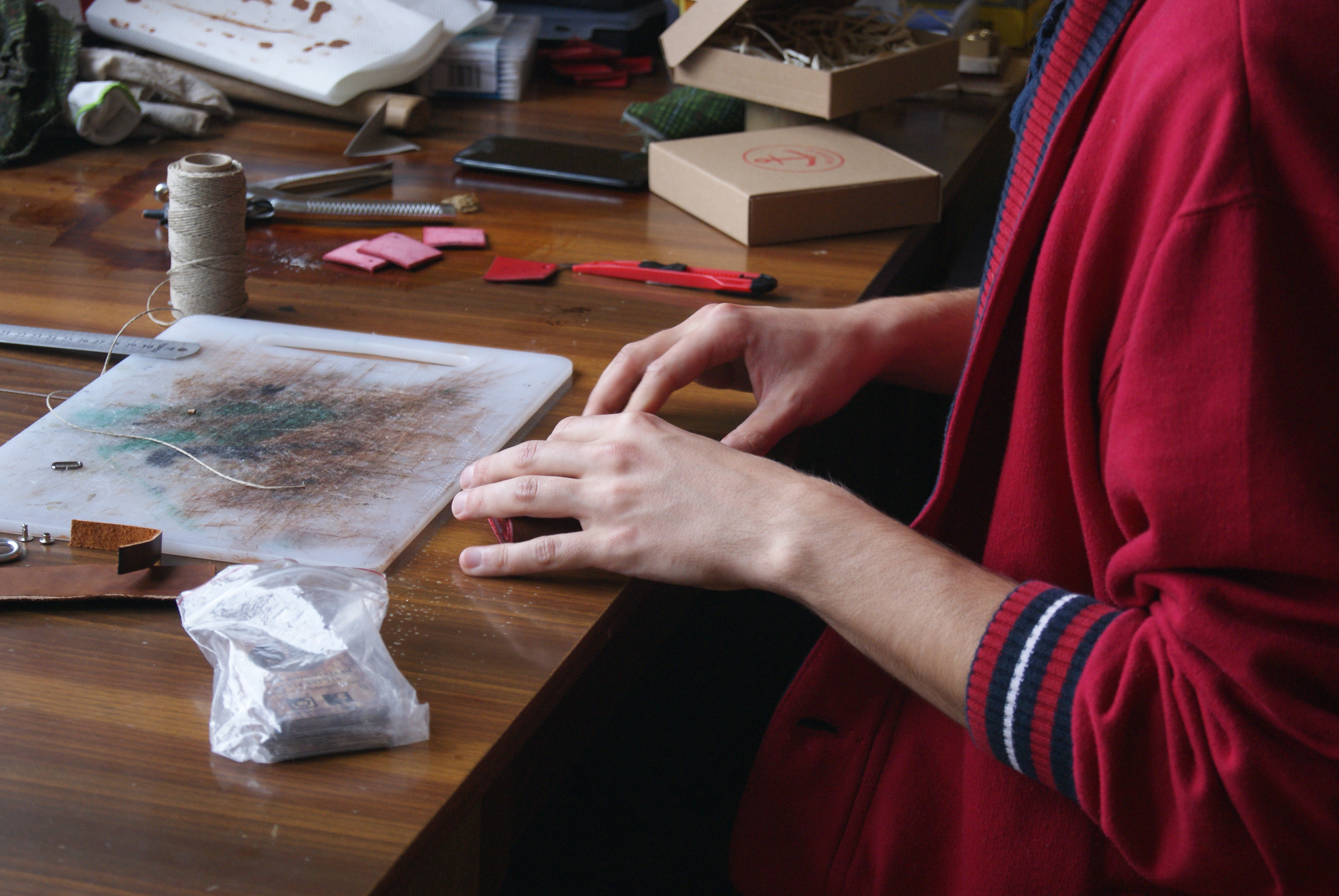
Kaletnik przy pracy

Kaletnictwo – rzemiosło polegające na wytwarzaniu i naprawie przedmiotów ze skóry. 
Ze skóry wytwarza się między innymi: torby, walizy, woreczki i mieszki.
Osoba zajmująca się kaletnictwem to kaletnik.
W dawnej Polsce osobne cechy kaletników istniały w Elblągu, Gdańsku, Krakowie, Lublinie, Poznaniu i Toruniu. Miały charakter hierarchiczny i były blisko związane z miechownictwem, którego zakres działalności przejęły w wieku XVIII. Wykonywanie zawodu kaletnika wiązało się z przynależnością do odpowiedniego cechu. Istniały różne stopnie wtajemniczenia, ściśle związane z posiadanymi kwalifikacjami:
- uczeń
- czeladnik
- mistrz.

Kaletnictwo obecnie
Ustawa o rzemiośle z 1989 roku zniosła konieczność przynależności do cechu rzemieślniczego. Od tego czasu każdy może założyć warsztat kaletniczy na terenie Polski. Obecnie kaletnictwo należy do wymierających zawodów, głównie ze względu na rozwój przemysłu skórzanego i spadek cen wytwarzanych przez niego produktów. W Polsce można spotkać nieliczne już pracownie kaletnicze, zazwyczaj w dużych miastach. Niektóre dostosowały się do teraźniejszych warunków rynkowych i oferują unikalne ręcznie wykonywane produkty ze skóry.